# Hoschton
Hoschton är en ort (city) i Jackson County i delstaten Georgia i USA. Orten hade 2 666 invånare, på en yta av 12,64 km² (2020). Hoschton ligger strax söder om Braselton och Interstate 85.